# Krzczonowice (powiat ostrowiecki)
Krzczonowice – wieś w Polsce położona w województwie świętokrzyskim, w powiecie ostrowieckim, w gminie Ćmielów.
Od 1870 istniała gmina Krzczonowice. W latach 1975–1998 miejscowość należała administracyjnie do województwa tarnobrzeskiego.
Wierni kościoła rzymskokatolickiego należą do parafii Wniebowzięcia Najświętszej Maryi Panny w Ćmielowie.

## Części wsi
| SIMC    | Nazwa                 | Rodzaj    |
| ------- | --------------------- | --------- |
| 0789602 | Folwark               | część wsi |
| 0789619 | Kolonie Krzczonowskie | część wsi |
| 0789625 | Kseweryn              | część wsi |

## Historia
Osadnictwo na terenie Krzczonowic sięga okresu neolitu, a więc okresu ok. 5000 lat temu. Świadczą o tym wykopaliska archeologiczne prowadzone na terenie wsi przez Muzeum w Krzemionkach. Odkryto m.in. grób ludzki, 6 sztuk siekierek z krzemienia pasiastego itp. Odkryto również 3 sztuki srebrnych monet rzymskich sprzed 2000 lat. Krzczonowice to wieś o średniowiecznych korzeniach. Jej nazwa pochodzi od imienia średniowiecznego rycerza Krzcząta (ewentualnie Krzcięta lub Krzczon). Po III rozbiorze w 1795 wieś została włączona do Austrii, a po 1809 oraz po 1815 do Królestwa Polskiego.
W Krzczonowicach urodził się 8 sierpnia 1914 r. i wychował Błogosławiony Męczennik Tadeusz Dulny.
W czasie II wojny światowej działała drużyna AK pod dowództwem plutonowego Antoniego Granata ps. Czarny w ramach oddziału „Barwy Białe” pod dowództwem porucznika Konrada Suwalskiego ps. Mruk. W lipcu 1944 r. drużyna AK pod dowództwem Granata stoczyła walkę z 3 ukraińskimi napastnikami, żołnierzami Wehrmachtu, zabijając dwóch z nich. W odwecie Ukraińcy zabili 2 parobków oraz podpalili 5 gospodarstw. 23 października 1944 stacjonujący we wsi Niemcy urządzili łapankę i wysłali na roboty przymusowe do Niemiec 36 osób razem z ok. 1000 innych z okolic Ostrowca Świętokrzyskiego. W wyniku wojny życie straciło 10 mieszkańców Krzczonowic oraz 11 krzczonowskich Żydów, którzy życie stracili prawdopodobnie w niemieckim obozie zagłady w Treblince w 1942 r.
W czasie komunizmu uwięziono 4 osoby, 2 osoby skierowano do kopalni, zamiast do wojska, jako wrogów ludu.

## Współczesność
We wsi jest nieczynna szkoła podstawowa. Wieś posiada dojazd z Ćmielowa drogą asfaltową, jak również jest taka droga wokół wsi. Przez Krzczonowice przebiegają szlaki turystyczne.